# Günther von Foerster
Günther von Foerster (* 16. März 1864 in Breslau; † 13. Januar 1938 in Hannover) war ein deutscher Sanitätsoffizier der Kaiserlichen Marine.

## Laufbahn
Foerster war Sohn von Friedrich Adolf Hermann von Foerster (1833–1866), Hauptmann der Preußischen Armee, und dessen Frau Anna Josepha Hedwig geb. Zerboni di Sposetti (* 1837; † nach 1908). Er trat am 1. August 1884 zunächst ebenfalls in die Preußische Armee ein und studierte am Medicinisch-chirurgischen Friedrich-Wilhelms-Institut in Berlin Medizin. 1884 wurde er Mitglied des Pépinière-Corps Franconia.

### Marine
Am 16. Juli 1888 wurde er nach vollendetem Studium zum Unterarzt befördert und am 1. April 1889 zur Kaiserlichen Marine versetzt. Ab dem 18. Februar 1890 tat er als Marine-Assistenzarzt und Schiffsarzt auf mehreren Schiffen Dienst. Am 26. Juli 1892 folgte die Beförderung zum Marine-Oberassistenzarzt. 1893–1895 diente er erneut als Schiffsarzt, diesmal auf Schiffen in Übersee. Er wurde am 28. März 1895 zum Marine-Stabsarzt befördert. 1897–1899 tat Foerster Dienst als Schiffsarzt auf dem Kleinen Kreuzer Gefion, der zu dieser Zeit zur Ostasiatischen Kreuzerdivision kommandiert war. Von 1902 bis 1903 war er Verbandsarzt bei der Ostamerikanische Kreuzerdivision. Am 28. März 1903 erfolgte die Beförderung zum Marineoberstabsarzt. 1905–1908 war Foerster Bataillonsarzt des II. Seebataillons in Wilhelmshaven und anschließend bis 1911 Chefarzt des Marinelazaretts in Cuxhaven. Am 7. Mai 1910 folgte die Beförderung zum Marinegeneraloberarzt.

### Fernost
Vom 1. Januar bis zum 16. Februar 1912 reiste Foerster mit seiner Familie nach Kiautschou, um in Tsingtau den Dienstposten des Gouvernementsarztes zu übernehmen. Am 13. April 1914 wurde er zum Marine-Generalarzt befördert. Bei der Mobilmachung zum Ersten Weltkrieg ab dem 1. August 1914 war Foerster zugleich auch mit den Geschäften des Garnisonsarztes für Shanghai betraut. Nach der Belagerung von Tsingtau durch japanische Truppen und der Kapitulation der Stadt im November 1914 konnte Foerster als Angehöriger der Sanitätstruppen im Juni 1915 von Shanghai nach San Francisco in den zu jener Zeit neutralen Vereinigten Staaten ausreisen. Von dort kehrte er noch während des Krieges nach Deutschland zurück und diente dort bis zum 9. Januar 1917 als Chefarzt des Marinelazaretts in Hamburg. Danach war er noch als Stationsarzt und Vorstand des Sanitätsamtes der Marinestation der Nordsee eingesetzt. Nach Kriegsende wurde er am 27. Mai 1919 aus dem Dienst verabschiedet. Am 9. März 1920 erhielt er erst den Charakter eines Marine-Obergeneralstabsarztes und dann am 21. August des gleichen Jahres dann noch den Charakter als Marine-Generalstabsarzt.

### Ruhestand und Familie
Nach seiner Pensionierung lebte v. Foerster in Hannover. Verheiratet war er mit Margarete geb. Kraaz (* 1885 in Osmarsleben). Das Paar hatte zwei Söhne und zwei Töchter.